# タツナミガイ

紫色の液汁を出したタツナミガイ

タツナミガイ（Dolabella auricularia）は後鰓目アメフラシ科に属する軟体動物である。一般にアメフラシと呼ばれる生物に近縁だが、大型で皮が硬い。英名はWedge Sea Hareであり、「くさび形をした海のウサギ」を意味する。

## 特徴

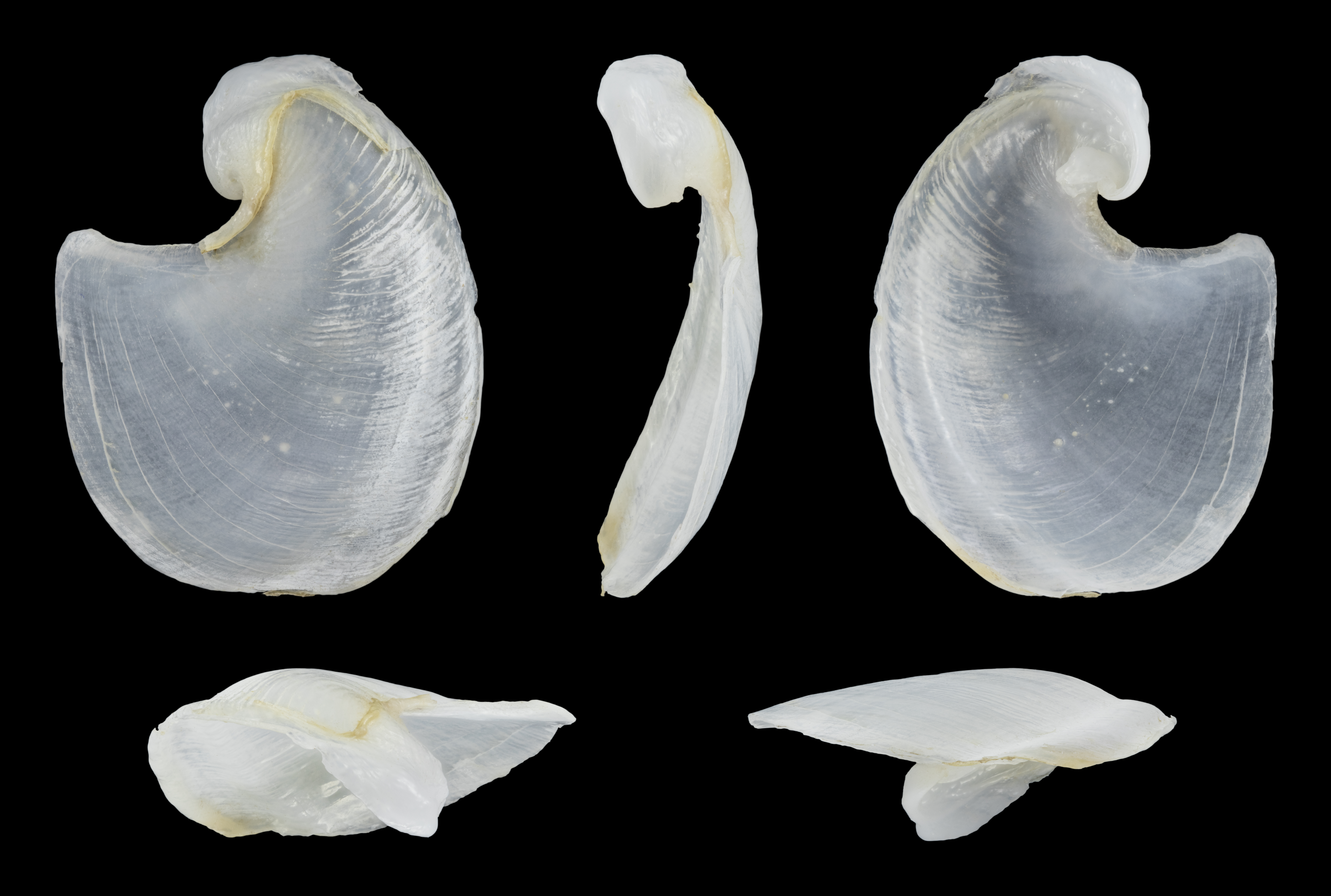

体長は20cm、時に25cmに達する。タツナミガイはアメフラシと基本的な特徴は共通するが、表皮が肥厚して硬く、アメフラシほどの可塑性はない。アメフラシがしなやかに身をくねらせるのに対して、タツナミガイはでんと底質の上に鎮座する。手にとって水から揚げても、しっかりと形状を保つ。ただし時間をかければゆっくりと変形することもできる。
タツナミガイの全身は褐色から緑や水色を帯び、まだらのような複雑な模様が出るが、はっきりしたパターンは見えない。体表面は小さな樹枝状の突起が多数ある。これらの突起は柔らかいので、陸に揚げると体表はほぼ滑らかで波打っているように見える。このようなタツナミガイの形状と色彩は、周囲の環境に擬態的である。

### 形態
体型はおおよそ円錐形で、後方へ向けて幅広くなり、後端近くが一番広い。背面は丸く盛り上がり、後端側は斜めに断ち切ったような平面になっており、その面の背面側の縁は低いひれのように突き出している。腹面はほぼ平ら。腹面の足とそれ以外の体表の区別は明確でない。後端は丸く終わり、足の後端が特に広がったりはしない。
前端部は円筒形の頭部になっており、その前端に一対の頭触手が横につきだし、その後方背面には一対の触角が短く突き出す。それぞれアメフラシのように伸びやかでなく、短い棒状になっている。触角の基部の外側には小さな眼がある。
胴部の背面は大まかには滑らか。アメフラシ類では胴体の背面に一対の縦に伸びるひれ（側足葉）があり、殻などを覆う。アメフラシ類では側足葉を自由に伸ばしたり広げたりできるものが多いが、タツナミガイでは厚く短くなって背中を覆い、その中央で両側が互いに密着して隙間だけが見える。この隙間は胴体部の前方、右側側面に始まってすぐ中央に流れ、そこから中央を縦断、胴部後方の切断されたような面の中央にいたる。そのうちで前述の切断面の輪郭にあたる部分の前と後ろで左右が離れて丸い開口を作る。水中ではこの穴から水を出し入れして呼吸する。後方のものが出水管で、少しだけ煙突のように突き出る。紫の液もここから出る。

### 殻
この背面の穴の内側に、外套膜に半ば包まれた殻がある。隙間を広げて指を入れると、指先に殻の感触を感じることができるが、肉質がかなり硬いので力がいる。アメフラシと同様、殻は退化して薄い板状となり、外からは見えない。ただしアメフラシのそれが膜状に柔らかくなっているのに比べ、タツナミガイのそれは薄いながらも石灰化して硬い。時に砂浜にそれが単体で打ち上げられることもある。そのため貝類図鑑にも載ることがある。その先端に巻貝の形の名残があって渦巻きに近い形になっている。タツナミガイとは立浪貝の意味で、この殻の形を波頭の図柄に見立てたものである。
殻は扁平で管状の部分がない。おおよそは三角形で、径3-4cmほど、一つの頂点の部分が渦を巻いたようになっている。左巻きである。殻は白で褐色の殻皮に覆われる。

## 生態
ほぼ年間を通じて潮間帯の下部から水深2m程度のごく浅い海岸に出現する。泥質のところに多く、干潟や藻場にも出現する。夜行性で昼間はじっとしているように見える。砂の上にいることも多いが、半ば砂に埋もれていることも多い。岩礁海岸にも見られるが、その場合、波あたりの強いきれいなところでなく、波当たりがなく、細かい泥をかぶる潮だまりの岩の上などに見られる。干潮時には陸にさらされているのも時に見かける。
食べていない時や移動をしていない時は動きは遅く、短時間の観察では動作を確認できない程度。活発に食べる時、積極的に移動する時は容易に姿が確認できるほど動きが速い。強く刺激すると背中の穴から鮮やかな紫色の液汁を出す。これは敵を脅す効果を持つものと考えられる。夜にはより活発になり、海底に生える緑藻類など海藻を食べる。

## 生殖
雌雄同体で、他個体との交接を行う。産卵は5-6月。卵は紐の中に多数の卵が入った形で、この紐が団子のようにまとまった卵塊を作る。アメフラシのいわゆるウミソウメンと同じであるが、アメフラシのものが鮮やかな黄色であるのに対して、タツナミガイのものは青緑色を帯びている。

## 分布
インド洋・太平洋の熱帯域を中心に広く分布する。日本では房総半島以南の太平洋沿岸に普通に見られる。

## 利害
普通には特に実用的な利害はない。フィリピンなどでは卵や内臓が食用にされる。古代ギリシアやローマでは薬として用いられたという。現在では強い抗腫瘍作用のあるペプチド系の成分が含まれることが発見されている。ただしそれらはごく微量であり、化学構造が明らかにされていないものもある。代表的な物質はドラスタチン10で、すでに立体構造が決定され、全合成が行われ、臨床試験も行われている。現実的な利用には至っていない。卵はミネラル分などの栄養素を含むことが明らかにされている。また、モデル生物として神経作用などの研究に使われることもある。ニューロコンピューターの開発にもその神経系が活用されている。

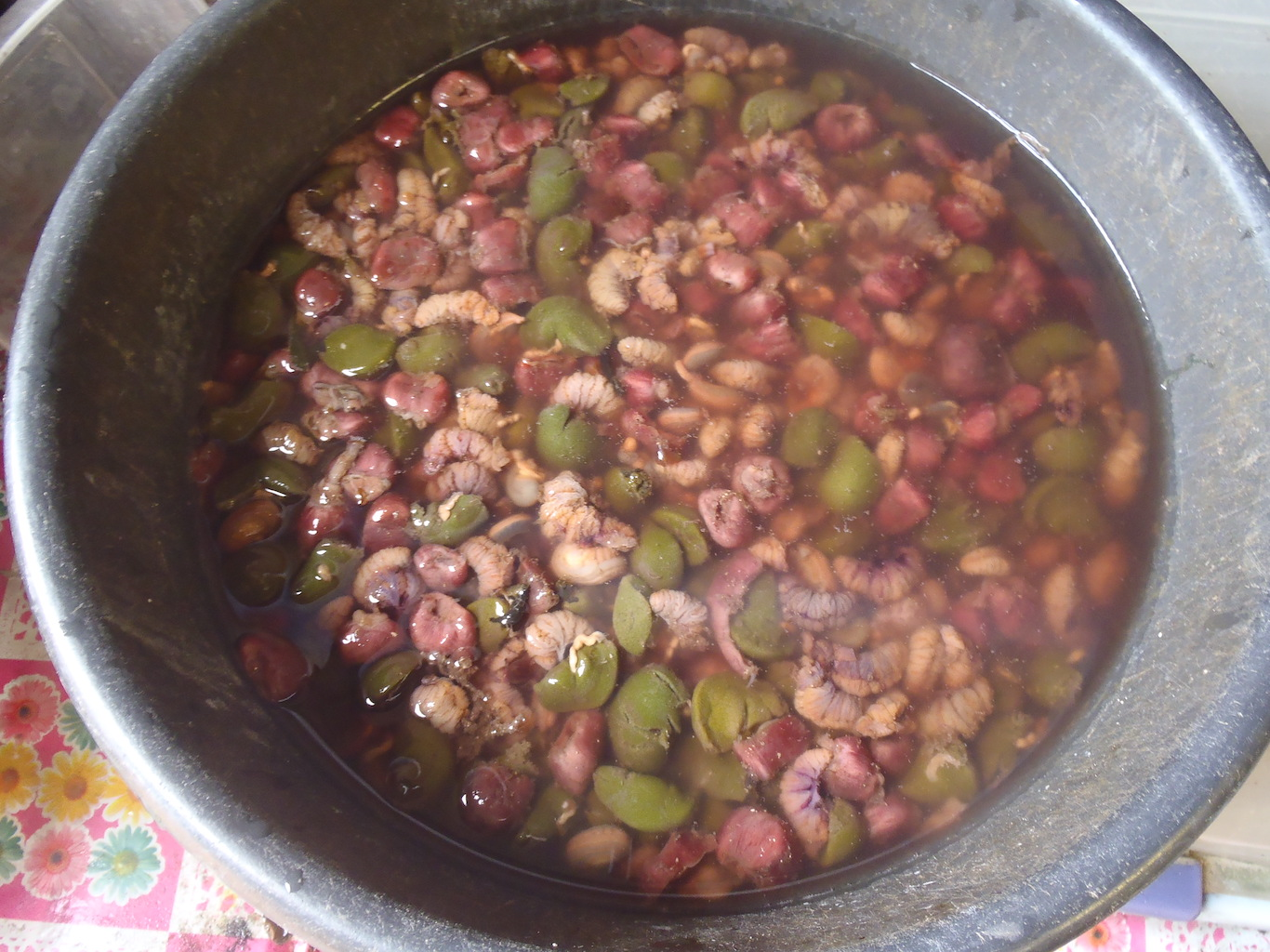
食用となるタツナミガイの内臓。マクタン島。

## 分類
Dolabella 属の生物は日本近海には本種のみが分布する。インド洋には別種の D. gigas Rang, 1828 が生息するほか、化石種として D. aldrichi も報告されている。他の以外のアメフラシ類とは形、大きさにおいてかけ離れているので、混同されることはない。